# エンデバー (コンピュータ)
Endeavor（エンデバー）は、エプソンダイレクトが製造・販売するパソコンのブランドである。

## 概要
デスクトップパソコンとノートパソコン（ラップトップパソコン）、タブレットパソコン、エントリーサーバーが存在する。BTOでのみ生産を行っており、量販店での販売ルートを持っていないため、直販サイトや電話注文窓口より購入することが可能である。

## 特徴
環境負荷低減への取り組みとして、再生プラスチック65％以上使用したPCなどを発売している。

## 沿革
かつては兄弟ブランドとしてEDiCube（エディキューブ）が存在したが、こちらもEndeavorに集約されている。

## ラインナップ
デスクトップパソコン
- Pro
- MR
- AT
- SG
- ST
- JM
- JG
- JA
- JS

ノートパソコン
- NA
- NL
- NJ
- JN
- JL

タブレットパソコン
- JT

エントリーサーバー
- SV